# Cos-B
COS-B був першою місією Європейської організації космічних досліджень(ESRO) з вивчення джерел космічного гамма-випромінювання. COS-B був вперше запропонований європейською науковою спільнотою в середині 1960-х років і схвалений Радою ESRO в 1969 році. Місія складалася з супутника з детекторами гамма-випромінювання, який був запущений NASA від імені ESRO 9 серпня 1975 року. Місія була завершена 25 квітня 1982 року, після того, як супутник пропрацював понад 6,5 років, що на чотири роки довше, ніж планувалося, і дозволило збільшити кількість даних про гамма-випромінювання у 25 разів. Наукові результати включали каталог 2CG із переліком близько 25 джерел гамма-випромінювання та карту Чумацького Шляху. Супутник також спостерігав рентгенівську подвійну систему Cygnus X-3.

## Запуск

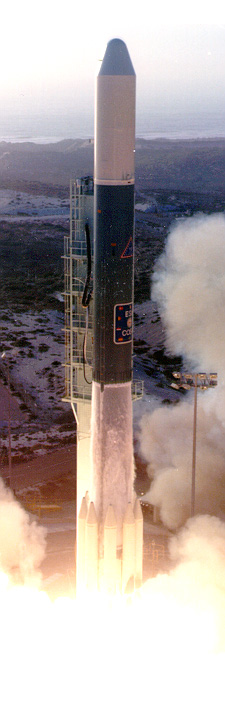
Запуск COS-B з бази ВПС Ванденберг.

COS-B був запущений з бази ВПС Ванденберг 9 серпня 1975 року на ракеті Delta 2913.
COS-B був запущений з авіабази ВПС Ванденберг 9 серпня 1975 року ракетою Delta 2913.

## Зовнішні посилання
- Огляд Cos-B на esa.int
- Огляд Cos-B на наукових і технологічних сторінках ESA
- Наукові результати Cos-B в ESA
- Огляд Cos-B в NASA